# Jägarhorn

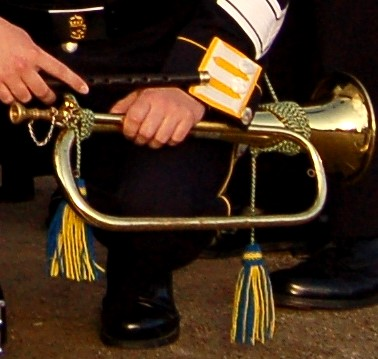
Nyare jägarhorn av märket Amati

Jägarhorn är ett klafflöst militärt bleckblåsinstrument vilket inom svenska flottan benämnes signalhorn. 
Jägarhorn skall inte förväxlas jakthorn, som en benämning för bleckblåsinstrument på vilka man vid jakt blåser jaktsignaler.
Instrumentet tog över signalgivningen inom arméer från fältpipan under 1800-talet på grund av en mer utspridd stridsteknik. Instrumentet används numera inom militära musikkårer främst som signalinstrument men i Svea Livgardes Musketerarkår samt Svea livgardes fältpiparkår även som huvudinstrument i marscher.  Även Arméns Trumkår framförde marschmusik för jägarhorn, fast vanligen på trumpet.

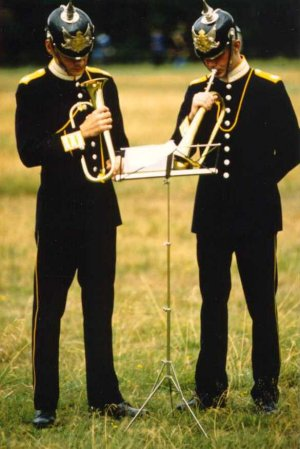
Musiker utför funktionskontroll av jägarhorn.